# Malurus cyaneus
Il maluro superbo o scricciolo azzurro australiano (Malurus cyaneus Ellis, 1782) è un uccello passeriforme del genere Malurus, a sua volta appartenente alla famiglia delle Maluridae.
Presente un marcato dimorfismo sessuale; il maschio sessualmente maturo ha la fronte e le regioni auricolari di colore azzurro brillante, il resto del viso di colore nero e una gola di colore blu o nero. La specie è endemica dell'Australia sud-orientale e della Tasmania; ha saputo adattarsi all'ambiente urbano, essendo di comune rinvenimento in grandi città come Sydney, Canberra e Melbourne.
Ha abitudini sedentarie e un temperamento territoriale; la sua dieta consiste in insetti e in semi di vario genere.

## Tassonomia
Si riconoscono sei sottospecie di Malurus cyaneus:
- M. c. cyaneus - presente in Tasmania
- M. c. samueli - presente sull'Isola di Flanders
- M. c. elizabethae - presente sull'Isola di King
- M. c. cyanochlamys - diffusa in Australia sud-orientale;
- M. c. leggei - diffusa in Australia meridionale;
- M. c. ashbyi - presente sull'Isola dei Canguri